# Baeocera boettcheri
Baeocera boettcheri – gatunek chrząszcza z rodziny kusakowatych, podrodziny łodzikowatych i plemienia Scaphisomatini.
Gatunek tan opisany został w 1972 roku przez Ivana Löbla jako Eubaeocera boettcheri. Lokalizacją typową jest Imugan w prowincji Nueva Vizcaya.
Chrząszcz o ciele długości 1,5 mm. W długich czułkach człony dziewiąty i dziesiąty są znacznie dłuższe niż szersze. Wyraźnie grube punktowanie pokrywa większą część zapiersia, a po jego bokach punkty są rozmieszczone bardzo gęsto, nie dalej od siebie niż ich średnice. Hypomeron bardzo delikatnie lub wcale niepunktowany. Metanepisterna słabo wyróżnialne, nieoddzielone szwem. Pokrywy nieprzyciemnione wierzchołkowo, o grubych punktach wielkością zbliżonych do odstępów między nimi. W przedniej ⅓ dysku grube punktowanie sięga szwu. Rowek przyszwowy pokryw zaczyna się u ich podstawy, zakrzywia się wzdłuż krawędzi nasadowej i sięgając boków pokryw formuje pełny rządek bazalny, łączący się z rzędami bocznymi. Samiec ma zwężone ku szczytom paramery.
Owad znany wyłącznie z lokalizacji typowej na filipińskiej wyspie Luzon.